# Тахмасиб-хан Джалаир
Тахмасиб-хан Джалаир – один из самых известных и видных полководцев последнего периода Сефевидской империи и Надир-шаха Афшара. Был соратником Надира с первых дней его деятельности, начавшейся в Хорасане, и стал одним из выдающихся полководцев периода походов Надира.

## Жизнь и деятельность
Тахмасиб-хан Джалаир сыграл важную роль в большинстве битв, произошедших в период деятельности Надира, а также в походе наследника Надир-шаха Рзагулу Мирзы Афшара против узбеков. Он командовал правым флангом армии Афшаров в битве при Карнале, которая завершилась великой победой Надира.
В последние годы своего правления Надир-шах страдал от паранойи и других психологических проблем. Племянник Надир-шаха (сын его брата Ибрагим-хана Афшара) Алигулу-хан Афшар, объявленный им предателем, сумел убедить Тахмасиб-хана в том, что единственным выходом является мятеж против Надир-шаха. Однако после начала восстания Тахмасиб-хан раскаялся в своём поступке и захотел помириться с правителем. Узнав об этом, Алигули-хан приказал его отравить. Смерть Тахмасиб-хана, вынужденного присоединиться к мятежу, не будучи предателем, и убитого за желание примириться, была полна горькой иронии.
После убийства Тахмасиб-хана трон Надир-шаха Афшара оказался в большой опасности. Потеряв самого близкого себе человека, Надир-шах был убит в 1747 году в результате покушения, организованного его племянником Алигулу-ханом. На трон вступил Алигулу-хан и взял себе имя Адиль-шах.